# Ovčica
Ovčica (znanstveno ime Lithognathus mormyrus, pred tem Pagellus mormyrus) je morska riba iz družine šparov.

## Opis
Ovčica je riba podolgovatega, ovalnega telesa s podaljšanim prednjim delom glave in odebeljenimi ustnicami. Telo je sivo srebrne barve z značilnimi desetimi prečnimi temno rjavimi progami, ki so bolj vidne na hrbtu. Od vseh rib iz družine šparov je najbolj podobna sorodnemu zobatcu (Dentex dentex). Zraste do 45 cm in doseže do 2 kg teže, po navadi pa srečujemo primerke dolžine do 25 cm. Velike ovčice postanejo temnejše obarvane. Ovčice so dvospolniki, ki življenje začnejo kot samci. Spolno zrelost dosežejo nekje pri dolžini 17 cm, pri dolžini 25 cm pa se spremenijo v samice.

## Razširjenost in uporabnost
Ovčice živijo v manjših jatah na peščenem ali muljastem dnu blizu obal, kjer se hranijo z različnimi talnimi nevretenčarji, rakci in ostalimi drobnimi živalmi na morskem dnu. Pogosto se zadržujejo v bližini rečnih izlivov, pogosto pa zaidejo tudi v somornico. Kljub temu, da je ovčica riba plitvin se lahko zadržuje do 100 metrov globoko. Značilno za ovčico je, da pri hranjenju pogosto vtakne celo glavo v pesek. V Jadranu so zelo pogoste ob zahodni obali Istre, predvsem v Tarskem zalivu in Limskem kanalu. Večje samice živijo samotarsko življenje na večjih globinah.
Ovčica je zanimiva za športni ribolov, pa tudi gospodarsko ni zanemarljiva vrsta. Lovijo jo podnevi in ponoči s trnki, s podvodno puško, pa tudi s parangalom in panolo. Pri lovu s palico na trnek se za vabo najpogosteje uporablja kruh, majhne ribice, rakce in črve. Je zelo okusna in cenjena riba, ki pa ima poseben, za nekatere ljudi neprivlačen vonj. Pripravljajo jo na vse načine, meso pa je belo in mehko.